# Puyang
Puyang (en chino, 濮阳; pinyin, Púyáng) es una ciudad-prefectura en la provincia de Henan, en la República Popular China. Sentada en la orilla norte del río Amarillo, limita con Anyang, en el oeste, Xinxiang al  suroeste, y las provincias de Shandong y Hebei, al  este y norte. Su área es de 4271 km² y su población total para 2010 superó los 3,59 millones de habitantes. 

## Administración
La ciudad prefectura de Puyang se divide en 6 localidades que se administran en 1 distrito urbano y 5 condados rurales.
- Distrito Hualong (华龙区)
- Condado Puyang  (濮阳县)
- Condado Qingfeng (清丰县)
- Condado Nanle (南乐县)
- Condado Fan (范县)
- Condado Taiqian (台前县)

## Toponimia
El topónimo Puyang se compone de los sinogramas Pu (nombre propio) y Yang (norte) con el significado "el [río] Pu es su Yang «norte»". Muchos lugares de China, en el nombre llevan "Yang" porque están situadas al norte de un río (siguiendo las tradición del Feng shui con el Yin y yang).

## Historia
Puyang fue un  condado de la ciudad Daming, provincia de Zhili. En 1928 Zhili fue atacada y Puyang se incorporó a la provincia de Henan.
En 1987, Puyang  fue el lugar de un hallazgo arqueológico importante, la primera representación de un dragón chino, con fecha  de  6500 años de antigüedad. Es la cuna de la civilización china antigua.

## Clima
La ciudad de Puyang está presenta un clima monzónico continental templado cálido semihúmedo. Se caracteriza por cuatro estaciones bien definidas: primavera seca y ventosa, verano caluroso y lluvioso, otoño soleado y  e invierno seco y con nieve. La alta radiación lumínica permite cubrir las necesidades de los cultivos, que se cosechan dos veces al año. La temperatura media anual es de 13,3 °C, la máxima anual es de 43,1 °C y la mínima anual es de -21 °C. El período sin heladas suele ser de 205 días. La precipitación media anual oscila entre 502,3 y 601,3 mm.
| Parámetros climáticos promedio de Puyang (1991–2020 normal, extremas 1981–2010) | Parámetros climáticos promedio de Puyang (1991–2020 normal, extremas 1981–2010) | Parámetros climáticos promedio de Puyang (1991–2020 normal, extremas 1981–2010) | Parámetros climáticos promedio de Puyang (1991–2020 normal, extremas 1981–2010) | Parámetros climáticos promedio de Puyang (1991–2020 normal, extremas 1981–2010) | Parámetros climáticos promedio de Puyang (1991–2020 normal, extremas 1981–2010) | Parámetros climáticos promedio de Puyang (1991–2020 normal, extremas 1981–2010) | Parámetros climáticos promedio de Puyang (1991–2020 normal, extremas 1981–2010) | Parámetros climáticos promedio de Puyang (1991–2020 normal, extremas 1981–2010) | Parámetros climáticos promedio de Puyang (1991–2020 normal, extremas 1981–2010) | Parámetros climáticos promedio de Puyang (1991–2020 normal, extremas 1981–2010) | Parámetros climáticos promedio de Puyang (1991–2020 normal, extremas 1981–2010) | Parámetros climáticos promedio de Puyang (1991–2020 normal, extremas 1981–2010) | Parámetros climáticos promedio de Puyang (1991–2020 normal, extremas 1981–2010) |
| Mes                                                                             | Ene.                                                                            | Feb.                                                                            | Mar.                                                                            | Abr.                                                                            | May.                                                                            | Jun.                                                                            | Jul.                                                                            | Ago.                                                                            | Sep.                                                                            | Oct.                                                                            | Nov.                                                                            | Dic.                                                                            | Anual                                                                           |
| ------------------------------------------------------------------------------- | ------------------------------------------------------------------------------- | ------------------------------------------------------------------------------- | ------------------------------------------------------------------------------- | ------------------------------------------------------------------------------- | ------------------------------------------------------------------------------- | ------------------------------------------------------------------------------- | ------------------------------------------------------------------------------- | ------------------------------------------------------------------------------- | ------------------------------------------------------------------------------- | ------------------------------------------------------------------------------- | ------------------------------------------------------------------------------- | ------------------------------------------------------------------------------- | ------------------------------------------------------------------------------- |
| Temp. máx. abs. (°C)                                                            | 17.5                                                                            | 24.6                                                                            | 28.4                                                                            | 33.4                                                                            | 36.6                                                                            | 41.4                                                                            | 41.0                                                                            | 37.0                                                                            | 36.8                                                                            | 34.7                                                                            | 27.0                                                                            | 22.9                                                                            | '                                                                               |
| Temp. máx. media (°C)                                                           | 4.5                                                                             | 8.7                                                                             | 14.9                                                                            | 21.3                                                                            | 26.8                                                                            | 31.9                                                                            | 31.9                                                                            | 30.5                                                                            | 27.0                                                                            | 21.4                                                                            | 13.0                                                                            | 6.3                                                                             | 19.9                                                                            |
| Temp. media (°C)                                                                | -1.0                                                                            | 2.7                                                                             | 8.7                                                                             | 15.1                                                                            | 20.7                                                                            | 25.7                                                                            | 27.1                                                                            | 25.7                                                                            | 21.0                                                                            | 14.9                                                                            | 7.1                                                                             | 0.9                                                                             | 14.1                                                                            |
| Temp. mín. media (°C)                                                           | -5.0                                                                            | -1.8                                                                            | 3.5                                                                             | 9.4                                                                             | 15.0                                                                            | 20.2                                                                            | 23.2                                                                            | 22.0                                                                            | 16.5                                                                            | 9.9                                                                             | 2.5                                                                             | -3.2                                                                            | 9.4                                                                             |
| Temp. mín. abs. (°C)                                                            | -20.0                                                                           | -16.7                                                                           | -8.5                                                                            | -2.0                                                                            | 3.8                                                                             | 11.6                                                                            | 16.1                                                                            | 11.3                                                                            | 4.1                                                                             | -1.9                                                                            | -18.4                                                                           | -15.8                                                                           | '                                                                               |
| Precipitación total (mm)                                                        | 4.8                                                                             | 9.3                                                                             | 15.0                                                                            | 30.7                                                                            | 50.5                                                                            | 68.5                                                                            | 162.9                                                                           | 117.5                                                                           | 59.9                                                                            | 30.1                                                                            | 22.7                                                                            | 5.7                                                                             | 577.6                                                                           |
| Días de precipitaciones (≥ 0.1 mm)                                              | 2.5                                                                             | 3.4                                                                             | 3.6                                                                             | 5.0                                                                             | 6.2                                                                             | 7.4                                                                             | 11.1                                                                            | 9.6                                                                             | 7.3                                                                             | 5.6                                                                             | 4.8                                                                             | 2.7                                                                             | 69.2                                                                            |
| Días de nevadas (≥ 1 mm)                                                        | 3.1                                                                             | 2.6                                                                             | 0.9                                                                             | 0.3                                                                             | 0                                                                               | 0                                                                               | 0                                                                               | 0                                                                               | 0                                                                               | 0                                                                               | 0.9                                                                             | 2.3                                                                             | 10.1                                                                            |
| Horas de sol                                                                    | 128.5                                                                           | 140.9                                                                           | 193.1                                                                           | 217.5                                                                           | 237.3                                                                           | 222.2                                                                           | 187.1                                                                           | 188.6                                                                           | 170.3                                                                           | 170.0                                                                           | 145.9                                                                           | 140.5                                                                           | 2141.9                                                                          |
| Humedad relativa (%)                                                            | 66                                                                              | 63                                                                              | 60                                                                              | 65                                                                              | 67                                                                              | 65                                                                              | 80                                                                              | 83                                                                              | 78                                                                              | 72                                                                              | 71                                                                              | 68                                                                              | 69.8                                                                            |
| Fuente: Administración Meteorológica de China                                   |                                                                                 |                                                                                 |                                                                                 |                                                                                 |                                                                                 |                                                                                 |                                                                                 |                                                                                 |                                                                                 |                                                                                 |                                                                                 |                                                                                 |                                                                                 |